# Andrea Abreu

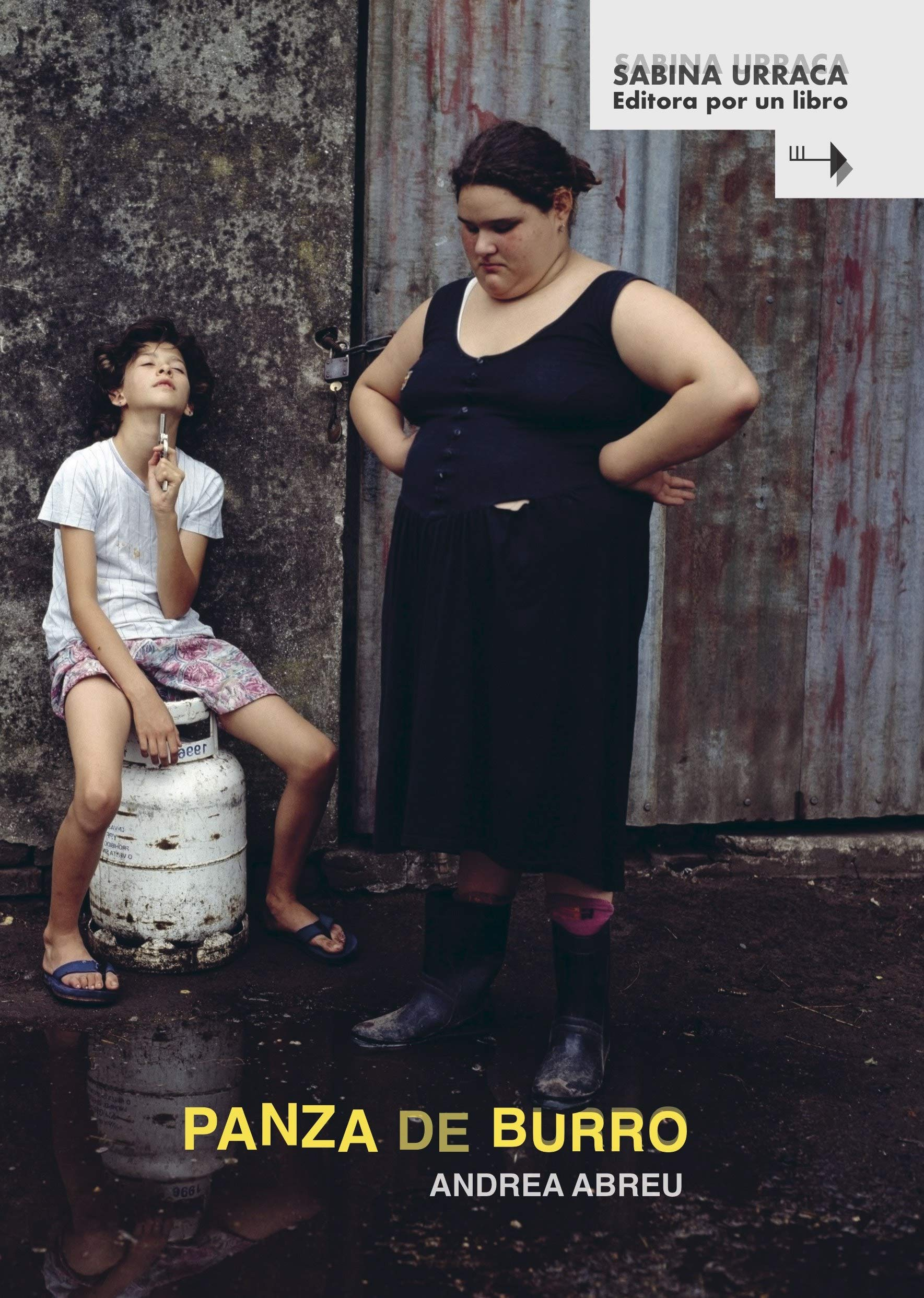
Titelseite des Romans Panza de burro

Andrea Abreu López (* 1995 in Icod de Los Vinos, Teneriffa, Kanarische Inseln) ist eine kanarische Journalistin und Schriftstellerin, die von der britischen Literaturzeitschrift Granta zu den 25 besten spanischen Schriftstellerinnen ihrer Generation gezählt wird. Sie lebt auf Teneriffa.

## Leben und Ausbildung
Andrea Abreu wurde als Kind einer Putzkraft und eines Bauarbeiters im Dorf Icod de los Vinos, Provinz Santa Cruz de Tenerife, im nördlichen Teneriffa (Kanarische Inseln) geboren. Von Jugend an gefiel es ihr zu schreiben. Mit 10 Jahren gewann sie für ein Gedicht einen Schulpreis. Ihr Interesse an Poesie ließ sie einen Kurs an der Escuela Canaria de Creación Literaria belegen.
Sie studierte Journalismus an der Universität La Laguna (ULL). Im Jahr 2017 wechselte sie nach Madrid, um einen Masterabschluss in Kulturjournalismus und neuen Trends an der Universität Rey Juan Carlos zu erlangen.

## Wirken
Erste Schreibversuche
Als Journalistin hat sie für verschiedene Medien wie 20minutos.es, Tentaciones (El País), Oculta Lit, LOLA (BuzzFeed), Chimera oder Vice geschrieben.
Abreus Texte wurden in digitalen und gedruckten Magazinen veröffentlicht. Darüber hinaus sind ihre Geschichten in einigen Anthologien erschienen. Sie veröffentlichte ein Fanzine mit dem Titel Primavera que sangra und eine Gedichtsammlung mit dem Titel Mujer sin Párpados, bevor sie den Roman Panza de burro zu schreiben begann. Darüber hinaus wurden ihre Gedichte in mehreren Fachzeitschriften wie Círculo de Poesía, La tribu de Frida oder La Galla Ciencia veröffentlicht.
Panza de burro, So forsch, so furchtlos
Andrea Abreu wurde bei einem Schreibkurs von der Schriftstellerin Sabina Urraca entdeckt, die auch den Roman herausgab und das Vorwort verfasste.
Ihr erster Roman Panza de burro ist in einer einfachen und direkten Sprache geschrieben, die mit kanarischem Vokabular und Phonetik das ländliche und reale Leben der Insel auf natürliche Weise beschreibt. Es handelt von der Freundschaft zweier Mädchen im Moment des Übergangs von der Kindheit zur Jugend und wo der Teide präsent ist und seinen erzählerischen Einfluss hat, obwohl er im Roman nicht erwähnt wird. Abreu nutzt den Kontext, um anhand der Stimmen der Protagonisten die „Beschreibung eines Elends“ zu erstellen, nämlich das Spaniens in den frühen 2000er Jahren.

«Es algo sustancial en mi vida y en el libro. Es como una especie de anunciación de la fatalidad de la vida. Cuando se vive cerca de uno, no se piensa constantemente que se va a morir, pero sí que pasa que se te ocurre que podría explotar. Es la presencia constante de la muerte, bonita y a la vez terrible, que dentro del libro tiene mucho peso. Que algo malo está por pasar.»

„Es ist etwas Wesentliches in meinem Leben und in dem Buch. Es ist wie eine Art Ankündigung des Untergangs des Lebens. Wenn man in der Nähe davon wohnt, denkt man nicht ständig daran, dass man sterben wird, aber es kommt schon vor, dass man denkt, dass man explodieren könnte. Es ist die ständige Präsenz des Todes, der schön und gleichzeitig schrecklich ist, die in dem Buch viel Gewicht hat. Dass etwas Schlimmes passieren wird.“

Das Buch wurde in dreißig Ländern veröffentlicht und ins Englische, Italienische, Deutsche und Französische übersetzt. Zudem wurden die Filmrechte verkauft.

## Panza de burro, So forsch, so furchtlosin der Kritik
Im Deutschlandfunk wurde der Roman überschwänglich gelobt: „Es ist ein vielschichtiges und gewaltiges Debüt einer sehr jungen Autorin.“ Anne Amend-Söchting ist zurückhaltender: „So forsch, so furchtlos ist vielversprechend, aber nicht überwältigend.“ Xaver von Cranach spricht im Spiegel dagegen von einem „Roman, der so gut ist, dass man es kaum glauben kann.“ Die ARD-Sendung Titel Thesen Temperamente titelt: „Fulminantes Debüt der spanischen Autorin Andrea Abreu.“ Die New York Times sieht den Roman als Entdeckung: „Abreu’s novel, in Julia Sanches’s sparkling translation, is a revelation...“ Die Süddeutsche Zeitung bezeichnet sie als „eine der aufregendsten Schriftstellerinnen ihrer Generation“. Auch die NZZ ist von Andrea Abreus Buch beeindruckt: „Aber trotz der Traurigkeit vibriert diese grossartig erzählte Geschichte vor Anarchie und Energie.“ Und auch die Zeit fand: „Ihr Debütroman So forsch, so furchtlos haut einen um wie eine Naturgewalt.“

## Werke

### Romane
- Panza de burro. Editorial Barrett, Sevilla 2020, ISBN 978-84-121353-3-6.
  - So forsch, so furchtlos (übersetzt von Christiane Quandt). Kiepenheuer & Witsch, Köln 2022, ISBN 978-3-462-00175-4.

### Gedichte
- Mujer con párpados. Versátiles Editorial, Barcelona 2017, ISBN 978-84-617-3980-6.
- Primavera que sangra. Demipage, 2020, ISBN 978-84-92719-23-5.

### Anthologien
- Árboles frutales (Hrsg. von Adrián Viéitez). Editorial Dieciséis. Sevilla 2021, ISBN 978-84-948940-8-4.[21]
- Macaronesia. Galla Ciencia, Madrid 2016, ISBN 978-92-0-045081-5.
- Los muchachos ebrios, antología de poesía jovencísima transoceánica (Hrsg. Irati Iturritza Errea). La Tribu.

### Kurzgeschichten
- Perdone que no me calle (Hrsg. María Gutiérrez). Centro de la Cultura Popular Canaria, 2017, ISBN 978-84-7926-655-4.

## Preise und Auszeichnungen
- 2023 Premio Talento a bordo auf dem LiteraturFestival Eñe.[22]
- 2021 zählte die britische Literaturzeitschrift Granta sie zu den 25 besten spanischen Erzählerinnen unter 35 Jahren.[23]

- Premio Dulce Chacón 2021.[24]
- 2019 Premio Ana María Matute.
- 2005 Poesie-Schulpreis Emeterio Gutiérrez Albelo.